# Nikos Loverdos
Nikos Loverdos (Grieks: Νίκος Λοβέρδος) (İzmir, ?) was een Grieks wielrenner. Hij nam deel aan de Olympische Zomerspelen van 1896 in Athene.
Loverdos nam deel aan de 12-uren race, maar eindigde niet.